# Nesillas brevicaudata
Felosa-das-comores ou felosa-da-grande-comore (Nesillas brevicaudata) é uma espécie de ave da família Acrocephalidae.
Pode ser encontrada nas seguintes regiões: Comores e Mayotte.
Os seus habitats naturais são: regiões subtropicais ou tropicais húmidas de alta altitude.